# Frontière entre la Guinée et la Sierra Leone

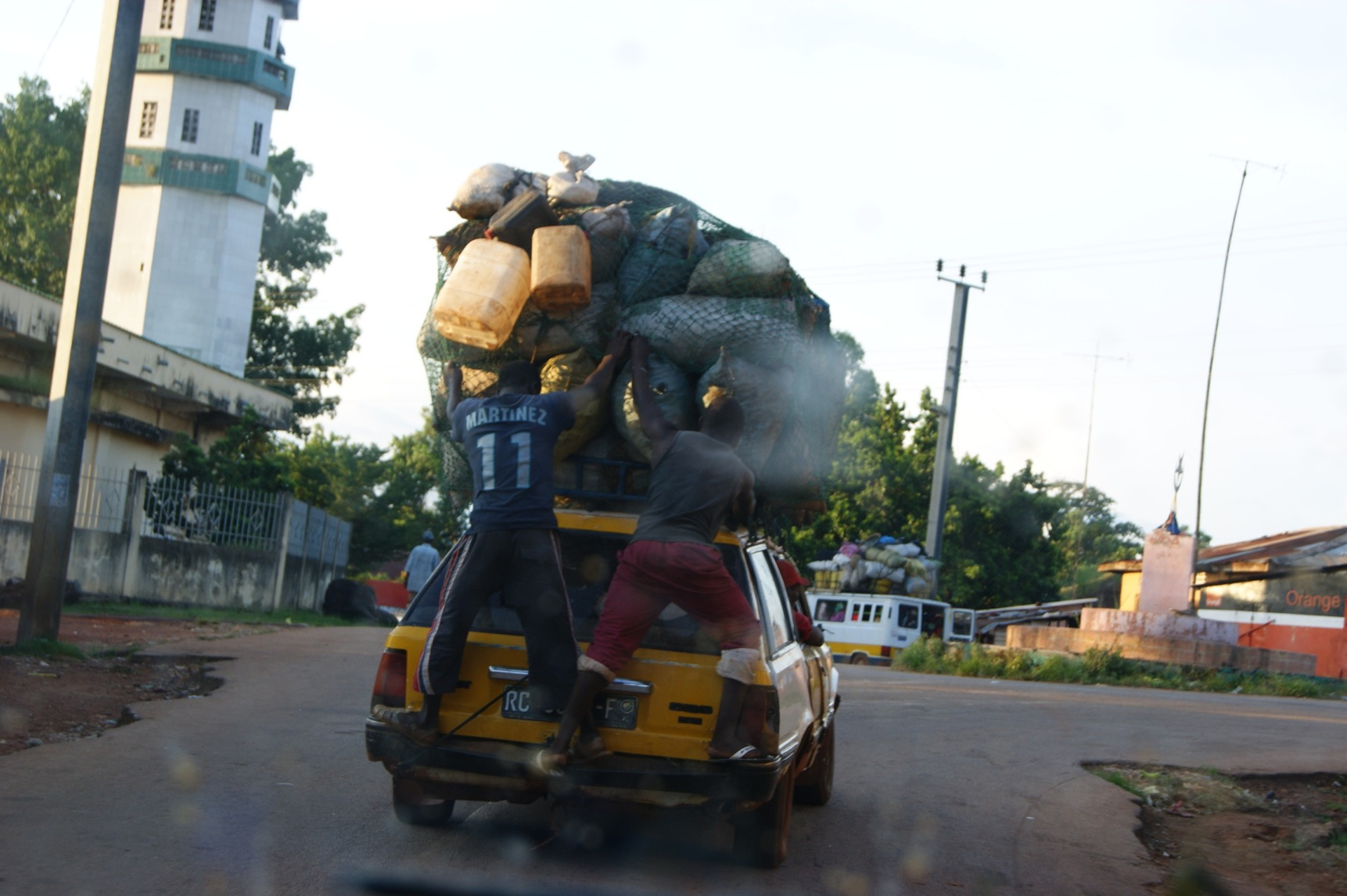
Véhicule chargé franchissant la frontière

La frontière entre la Guinée et la Sierra Leone s'étend sur environ 650 km entre la Guinée et la Sierra Leone. 

## Histoire
Le 28 juin 1882, la France et la Grande-Bretagne signèrent un traité délimitant une frontière entre la Sierra Leone et la Guinée, se terminant à l'intérieur des terres en un point indéterminé ; un autre traité du 10 août 1889 prolongea la frontière plus à l'est ; cette frontière fut ensuite à nouveau prolongée par un traité du 21 janvier 1895 jusqu'aux environs de Timbekundu, puis démarquée sur le terrain de décembre 1895 à mai 1896 ; cette démarcation fut finalement approuvée par un échange de notes diplomatiques en juin 1898,. Entre-temps, la frontière entre la Guinée française et le Liberia avait été modifiée en septembre 1907-1901, de même que la frontière entre le Liberia et la Sierra Leone en janvier 1911, prolongeant ainsi la frontière entre la Guinée française et la Sierra Leone plus au sud. La Grande-Bretagne et la France confirmèrent la nouvelle ligne frontalière entre la Guinée française et la Sierra Leone en juin 1911 et signèrent un traité à cet effet le 4 septembre 1913.
La Guinée française a accédé à l'indépendance en 1958, suivie par la Sierra Leone en 1961, et la frontière est alors devenue celle de deux États souverains. Durant la Guerre civile sierraléonaise (1991-2001), des troubles sont survenus dans la ville frontalière de Yenga, incitant la Guinée à franchir la frontière et à occuper la ville. Le différend a été réglé en 2013 et la ville est depuis retournée sous le contrôle de la Sierra Leone.